# Β-ニトロアクリル酸レダクターゼ
β-ニトロアクリル酸レダクターゼ（β-nitroacrylate reductase）は、次の化学反応を触媒する酸化還元酵素である。
3-ニトロプロピオン酸 + NADP+ {\displaystyle \rightleftharpoons } 3-ニトロアクリル酸 + NADPH + H+
反応式の通り、この酵素の基質は3-ニトロプロピオン酸とNADP+、生成物は3-ニトロアクリル酸とNADPHとH+である。
組織名は3-nitropropanoate:NADP+ oxidoreductaseである。